# 血ザクロ学園
『血ザクロ学園』（ちザクロがくえん）は、ゲームブック形式の小説のシリーズ。
黒史郎、しむらおとの（Physics Point）、春夏秋冬よもひろ、檜木田正史、皆川千尋、恵莉ひなこによるオムニバス。
イラスト：千之ナイフ。原案・総監督：檜木田正史。制作・刊行：株式会社ラインスタッフ・プロダクツ
2020年2月12日、5月22日、9月17日に発売された。電子書籍のみ。

## 概要
架空の女子高校、智柘榴学園を舞台に数々の怪奇現象が起こり、「僕」とヒロインが生き抜いていくホラーアドベンチャー小説。
ゲームブックのため、選択肢があって分岐し、正しい選択をしないと最後まで読み進めない。
「僕」の一人称で語られる。
各話は、登場人物・舞台設定・世界観は共通で、2018年10月1日、弓削やよいという高校生の怪死からスタートするところまでは同じだが、その死に方や死亡場所は別で、その後の展開もまったく違う。パラレルワールドだと思われる。
６編はそれぞれ別の話で、順番は無い。しかし「さまざまな謎が裏でリンクしあっているため、他話を読めばさらに楽しめます。」とＨＰに記載されている。

## シリーズタイトル

### 『血ザクロ学園 友達になろう編』
著 皆川千尋、イラスト 千之ナイフ、原案・総監督 檜木田正史
2020年2月12日 Amazon Kindleから刊行

### 『血ザクロ学園 怪奇ダイエット編』
著 恵莉ひなこ、イラスト 千之ナイフ、原案・総監督 檜木田正史
2020年2月12日 Amazon Kindleから刊行

### 『血ザクロ学園 狂愛のおまじない編』
著 春夏秋冬よもひろ、イラスト 千之ナイフ、原案・総監督 檜木田正史
2020年5月22日 Amazon Kindleから刊行

### 『血ザクロ学園 千年の蠱毒編』
著・原案・総監督 檜木田正史、イラスト 千之ナイフ、原案・総監督 檜木田正史
2020年5月22日 Amazon Kindleから刊行

### 『血ザクロ学園 ヤザキサマ編』
著 黒　史郎、イラスト 千之ナイフ、原案・総監督 檜木田正史
2020年9月17日 Amazon Kindleから刊行

### 『血ザクロ学園 血塗られた音符編』
著 しむらおとの（フィジクス・ポイント）、イラスト 千之ナイフ、原案・総監督 檜木田正史
2020年9月17日 Amazon Kindleから刊行

## エピソード
公式blogに「血ザクロ学園学園長」によるメイキングが連載されている。それによると、
- 檜木田正史が発案。2014年4月にノベルゲームとして最初の企画書が作られ、某ゲーム会社に提案された。
- 当初は、そのゲーム会社が作っていた恋愛ノベルゲームのシステムを使うつもりだった。
- 途中でゲームブック形式の小説に変え、檜木田正史が代表を務める株式会社ラインスタッフ・プロダクツからの刊行となった。
- イメージのもとになったのはダリオ・アルジェント監督の映画、特に『フェノミナ』『サスペリア』であり、「血ザクロ学園学園長」は日々作成に取りかかる前に『フェノミナ』テーマ曲を聞き、気持ちを高めている。
- 千之ナイフのイラストは、早い段階からイメージしていた。